# Masahiro Ohashi
Masahiro Ohashi (jap. 大橋 正博 Ohashi Masahiro; ur. 23 czerwca 1981) – japoński piłkarz występujący na pozycji pomocnika.

## Kariera klubowa
Od 1999 do 2012 roku występował w klubach Yokohama F. Marinos, Mito HollyHock, Albirex Niigata, Tokyo Verdy, Kawasaki Frontale, Gangwon FC i Matsumoto Yamaga FC.